# استیو ویلیامز (بازیکن فوتبال، زاده ۱۹۸۷)
استیو ویلیامز (انگلیسی: Steve Williams؛ زادهٔ ۲۴ آوریل ۱۹۸۷) بازیکن فوتبال اهل بریتانیا است.
از باشگاه‌هایی که در آن بازی کرده‌است می‌توان به باشگاه فوتبال برادفورد سیتی، باشگاه فوتبال بارو، باشگاه فوتبال چورلی، باشگاه فوتبال بامبر بریج، باشگاه فوتبال هاید، باشگاه فوتبال فلیتوود، باشگاه فوتبال بامبر بریج، باشگاه فوتبال مکلسفیلد تاون، باشگاه فوتبال هالیفاکس تاون، و باشگاه فوتبال بارو اشاره کرد.